# Самойлово (Ленінградська область)
Самойлово (рос. Самойлово) — присілок Бокситогорського району Ленінградської області Росії. Входить до складу Самойловського сільського поселення.
Населення — 98 осіб (2003 рік). 